# Kurt Poensgen

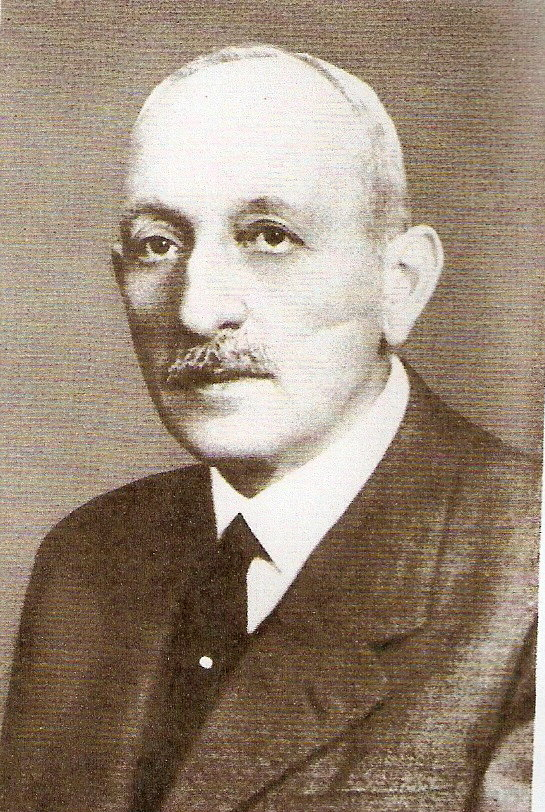
Kurt Poensgen

Kurt Poensgen (* 24. November 1885 in Düsseldorf; † 8. März 1944 in ebenda) war ein deutscher Jurist und Privatbankier sowie Mitglied mehrerer bedeutender Aufsichtsräte.

## Leben und Wirken
Kurt Poensgen entstammte der bekannten Düsseldorfer Industriellenfamilie Poensgen, die ihren Ursprung im Raum Schleiden in der Eifel hat. Er war der Sohn von Carl Poensgen und der Clara Poensgen, geb. Poensgen (1846–1910) sowie Bruder des Finanzgerichtspräsidenten Albert Poensgen und des Industriellen Ernst Poensgen.
Nach dem Besuch des Städtischen Gymnasiums in Düsseldorf, des evangelischen Pädagogiums Godesberg und des kgl. Gymnasiums in Arnsberg/Westfalen begann er 1905 ein Studium der Rechtswissenschaften an der Universität Oxford. Noch im gleichen Jahr wechselte er an die Universität Heidelberg und 1907 an die Universität Bonn. Von 1909 bis 1911 studierte Poensgen schließlich wieder in Heidelberg, wo er auch zum Dr. jur. promovierte. Es folgten eine kaufmännische Ausbildung in Hamburg und Berlin sowie Studienreisen nach Ostasien, Australien und durch Afrika. Am Ersten Weltkrieg nahm er als Leutnant der Reserve teil und wurde mit dem EK I und II ausgezeichnet.
Im Jahr 1921 wurde Kurt Poensgen zum Nachfolger des Gesellschafters Moritz Leiffmann des jüdischen Bankhauses B. Simons & Co in Düsseldorf berufen. Drei Jahre später übernahm er die alleinige Verantwortung dieser Bank, die 1942 in „Poensgen, Marx und Co.“ umbenannt wurde. Trotz ihrer jüdischen Wurzeln bekam die Bank während der Zeit des Nationalsozialismus auf Grund eines Erlasses des Reichsjustizministeriums von 1941 zur Arisierung von Gewerbebetrieben keine Schwierigkeiten, da sie nachweislich seit mehr als 20 Jahren von Nicht-Juden geführt worden war.
Darüber hinaus war Poensgen Vorsitzender der Vereinigung der Privatbankiers von Rheinland und Westfalen sowie Mitglied mehrerer Aufsichtsräte, darunter der Deutschen Erdöl-AG in Hamburg, der Gelsenkirchener Bergwerks-AG in Essen, der Kali Chemie AG in Berlin und des Familienunternehmens Gebr. Poensgen AG in Düsseldorf. 
In seiner Freizeit engagierte sich Poensgen zusammen mit seinem Bruder Ernst im Düsseldorfer HC, den er von 1937 bis 1944 als Präsident leitete. Zudem gehörte er im Jahr 1930 zu den Gründungsmitgliedern des Düsseldorfer Rotary-Club.
Kurt Poensgen war mit Elisabeth („Lilli“) Gelpcke (1892–1980) verheiratet, Tochter des Bankiers Karl Gelpcke (1863–1939), Vorstandsmitglied der Hamburger Hypothekenbank, Präsident der IHK Berlin und Mitglied des Zentralausschusses der Reichsbank. Das Ehepaar Poensgen bekam zwei Kinder.

## Veröffentlichung
- Die direkten Sicherungsmittel des BGB in ihrer qualitativen Verschiedenheit und Beziehung zueinander;  Heidelberg, Univ., Diss., 1910, 52 S.